# Емилио Бутрагењо
Емилио Бутрагењо Сантос (шп. Emilio Butragueño Santos; Мадрид, 22. јул 1963) бивши је шпански фудбалер који је играо на позицији нападача. Надимак El Buitre (Суп или стрвинар) добио је, јер је био члан Реалове поставе зване Quinta del Buitre (Пет стрвинара). Пет играча који су били у тој групи су заједно с Бутрагењом: Маноло Санчис, Мартин Вазкез, Мигел Пардеза и Мичел.

## Каријера
Бутрагењо се 1981. године придружио Реаловој млађој постави. Својим одличним играма скреће пажњу на себе па га тадашњи тренер, Алфредо ди Стефано, позива у прву екипу. Свој деби је имао 5. фебруара 1984. против Кадиза. Реал је ту утакмицу губио 0-2, али тада на сцену ступа Бутрагењо. Он постиже два поготка за изједначење и асистира за трећи. Тако се на најбољи могући начин представио навијачима Реала. Године 1991. осваја титулу као најбољи стрелац Примере.
У јуну 1995. његова минутажа у Реалу опада и он одлази у Мексико. Након три године опрашта се од фудбала у априлу 1998. Интересантно да Бутрагењо, током целе фудбалске каријере никад није добио црвени картон.
За репрезентацију Шпаније је одиграо 69 утакмица и постигао 26 голова. Дебитовао је 17. октобра 1984. против Велса. Бутрагењо је пети најбољи стрелац у историји Шпаније.

## Трофеји
Реал Мадрид
- Куп УЕФА (2): 1985, 1986.
- Примера (6): 1986, 1987, 1988, 1989, 1990, 1995.
- Куп Шпаније у фудбалу (2): 1989, 1993.
- Лига куп (1): 1985.
- Шпански суперкуп (4): 1988, 1989, 1990, 1993.